# Zbigniew Grzybowski (malarz)
Zbigniew Grzybowski (ur. 1926 w Krakowie, zm. 18 maja 2012 tamże) – artysta malarz, profesor Akademii Sztuk Pięknych w Krakowie.

## Życiorys
Studia na krakowskiej ASP odbywał w latach 1945–1950 (absolutorium). Dyplom w pracowni prof. Zbigniewa Pronaszki uzyskał w 1952 roku. Jako stypendysta przebywał w Czechosłowacji (1950), we Włoszech (1957), w ZSRR (1965). Od 1952 roku członek Związku Polskich Artystów Plastyków.
Brał udział w wielu wystawach krajowych i zagranicznych, m.in. w Norwegii, Francji, Czechosłowacji, Finlandii, Szwecji, we Włoszech.
Uprawiał malarstwo sztalugowe i ścienne w architekturze świeckiej i sakralnej. Jako malarz wypowiadał się w formach bliskich abstrakcji geometrycznej, lecz zazwyczaj wyprowadzanych z wnikliwej analizy natury. Niekiedy inspiracją jego prac były przeżycia czasów II wojny światowej (np. seria „Namiotów”), zawsze jednak oddawane metaforycznie i aluzyjnie, bez częstego w tej tematyce patosu.
W latach pięćdziesiątych XX wieku współtworzył nowoczesną formację artystyczną – Grupę MARG (Malarstwo, Architektura, Rzeźba, Grafika), powstałą w 1958 r. Formację tę współtworzyli: Włodzimierz Buczek, Witold Damasiewicz, Zbigniew Grzybowski, Antoni Hajdecki, Antoni Haska, Włodzimierz Kunz, Marian Malina, Józef Marek, Tadeusz Ostaszewski, Jerzy Panek, Witold Skulicz, Jarosław Sowiński, Józef Szajna, Stanisław Wójtowicz.
Należał również do założycieli zielonogórskiego ugrupowania artystycznego „Zielone Grono”. Jego prace znajdują się w zbiorach prywatnych i muzealnych w Polsce i za granicą (m.in. Muzeum Narodowe w Krakowie). Od roku 1950 był pracownikiem dydaktycznym w Wydziale Malarstwa Krakowskiej ASP. Najpierw jako asystent w pracowni prof. Zbigniewa Pronaszki, następnie jako adiunkt, docent (1975) i profesor nadzwyczajny (1991). Od 1975 roku prowadził pracownię malarstwa. W latach 1970–1975 i 1977–1981 był prodziekanem, a latach 1984–1987 dziekanem Wydziału Malarstwa.
W latach II wojny światowej był aktywnym uczestnikiem ruchu oporu walcząc w szeregach Armii Krajowej w zgrupowaniach „Żelbet” i „Podhale”. Za tę działalność został odznaczony Odznaką Grunwaldzką i Medalem Zwycięstwa i Wolności. Za dokonania w pracy zawodowej – artystycznej i pedagogicznej – został odznaczony Krzyżem Kawalerskim Orderu Odrodzenia Polski i Złotym Krzyżem Zasługi. Był też dwukrotnie laureatem Nagrody Ministra Kultury i Sztuki.

## Wystawy
- Wystawa Klubu MARG Kraków 1959; Klub MARG, Związek Polskich Artystów Plastyków, Centralne Biuro Wystaw Artystycznych („Martwa Natura II” – akwarela; „Pejzaż włoski II” – akwarela; „Martwa Natura IV” – tempera, „Lustro” – tempera; „Kobieta” – gwasz; „Portret” – akwarela, tusz).
- II Wystawa "Złotego Grona", 30.09-31.10.1965, Biuro Wystaw Artystycznych (BWA), Zielona Góra
- Turcja, Ankara 1984 „POLONYA CAGDAS RESIM SERGISI” („Kompozycja”, akryl, 150 × 125 cm).

Wystawy pośmiertne:
- "II Wojna Światowa - dramat, symbol, trauma", 24.10.2019 - 27.09.2020, Muzeum Sztuki Współczesnej w Krakowie MOCAK (ang. Museum of Contemporary Art in Kraków).
- "Życie obrazów", 13.09 - 20.11.2020, Fundacja Stefana Gierowskiego, Warszawa